# Zóquite
Zóquite es una comunidad del estado de Zacatecas, localizada a 22 kilómetros de la capital, tiene una población de 4356 habitantes y es la cuarta localidad más poblada del Municipio de Guadalupe. 
ETIMOLOGÍA
Su nombre proviene del vocablo náhuatl zoquitl que significa lodo o barro pegajoso que se adhiere al pisarlo; Zóquite es, por lo tanto: "Lugar donde se hace lodo" o "lugar donde hay lodo".

MUSEO Y PARQUE ECOTURÍSTICO DE ZÓQUITE
Además Zóquite cuenta con el Museo y el Parque Ecoturístico que se localiza en el Cerrito de Zóquite, famoso por contar con la Santa Cruz una cruz de 5 m de altura.

Zóquite es un lugar tranquilo donde toda la gente vive en paz y armonía, las comunidades vecinas de Zóquite son Tacoaleche, Santa Mónica y La Blanquita.
En Zóquite cada año el 6 de enero se celebra a la Sagrada Familia, realizando una Feria Patronal.
La Parroquia de Zóquite se encuentra en el Centro, frente del Jardín de Zóquite.
En el año 2019, el párroco de la iglesia guadalupana de la Epifanía del Señor de la comunidad de Zóquite, instaló una figura del niño Dios de seis metros y cincuenta y ocho centímetros, se considera la imagen más grande del mundo del bebé Jesucristo, esta pieza fue construida en el Estado de México por el artesano Román Salvador Barrueto y su equipo, tuvo un costo de 218 mil 800 pesos, donados por los feligreses.
En la educación y cultura
La comunidad tiene dos jardines de niños, dos primarias, una secundaria técnica, una preparatoria y una guardería.
Y recientemente formada la "Banda de Zóquite" que tiene como integrantes a más de 30 niños.